# La Vie Electronique 14
La Vie Electronique 14 (LVE14) is een muziekalbum van Klaus Schulze, dat in 2014 voor de eerste keer als aparte set werd uitgegeven. Het bevat uitsluitend studio-opnamen.
Schulze had in de jaren 70 zoveel inspiratie dat hij lang niet al zijn muziek kwijt kon in de reguliere uitgaven die toen via Virgin Records uitkwamen. Daarbij is zijn stijl in de afgelopen decennia nauwelijks gewijzigd, alhoewel de albums met zangeres Lisa Gerrard, die rond 2008 verschenen, een donkerder geluid laten horen. LVE14 laat live/studio-opnamen horen uit het tijdperk, waarin de overstap is gemaakt naar digitale toetsinstrumenten, zoals synthesizer en computerapparatuur. Delen van de opnamen van LVE14 waren eerder uitgegeven in de Jubilee Edition en The Ultimate Collection die in de jaren 90 verschenen, maar inmiddels uitverkocht zijn.
Op cd1 staat een deel uit de opera Trance opera sans lyrics. Een opera geschreven voor gesamplede zanger zonder tekst en synthesizers. Andere delen waren terug te vinden op La Vie Electronique 13 en Are You Sequenced?. Trance Opera is gebouwd op een drienotig motief.
Op cd3 staat Tradition and vision. Een lange track die speciaal voor de Jubilee Edition is geschreven en opgenomen in 1997. Medewerkende was Jörg Schaaf. Voor dit werk werden de analoge synthesizers weer uit de kast gehaald.

## Musici
- Klaus Schulze – synthesizers

## Muziek
| Nr. | Titel | Duur  |
| --- | --- | ----- |
| 1.  | Trance Opera (A. Che mai sarà?, B. Al tempio!, C. Numi d’Averno, D. E che farò?, E.Perché? Perché?, F.Che avverrà!, G.Idee funeste di duol, H.Stupisco, I. T’accheta e parti) | 79:21 |

| Nr. | Titel                                             | Duur  |
| --- | ------------------------------------------------- | ----- |
| 1.  | Zooblast                                          | 3:11  |
| 2.  | Conquest of paradise (cover van Vangelis' nummer) | 4:48  |
| 3.  | Große Gaukler Gottes                              | 5:24  |
| 4.  | Angry young moog                                  | 8:04  |
| 5.  | Kosmisches Gleiteisen                             | 3:44  |
| 6.  | Operatic march                                    | 3:42  |
| 7.  | Kosmisches Gleiteisen (part 2)                    | 1:57  |
| 8.  | Angry young Moog (part 2)                         | 13:15 |
| 9.  | Dreienhalb Stunden                                | 4:28  |
| 10. | The Schulzendorf Groove (eerste opname)           | 11:34 |
| 11. | The Schulzendorf Groove (uiteindelijke opname)    | 14:04 |
| 12. | Man at work (geëxperimenteer)                     | 2:34  |

| Nr. | Titel | Duur  |
| --- | --- | ----- |
| 1.  | Tradition and vision (A. The power of myth, B. The idea of north, C. Die Welt als Schaukel, D. Tradition and vision, E. You don't have to win, F. My constant spirit, G. No ladies did I see, H. Musing on my love) | 78:45 |